# 四阪島
四阪島（しさかじま）は、瀬戸内海の燧灘、今治市大島の南東約10km、愛媛県新居浜市の北北東約18kmに浮かぶ5つの島（家ノ島、美濃島、明神島、鼠島、梶島）の総称である。全域が愛媛県今治市（旧越智郡宮窪町）に属する。また、同市の地名として住所表記にも用いられており、四阪島に属する島々の住所表記は、愛媛県今治市宮窪町四阪島となる。郵便番号は、792-0080。

## 概要

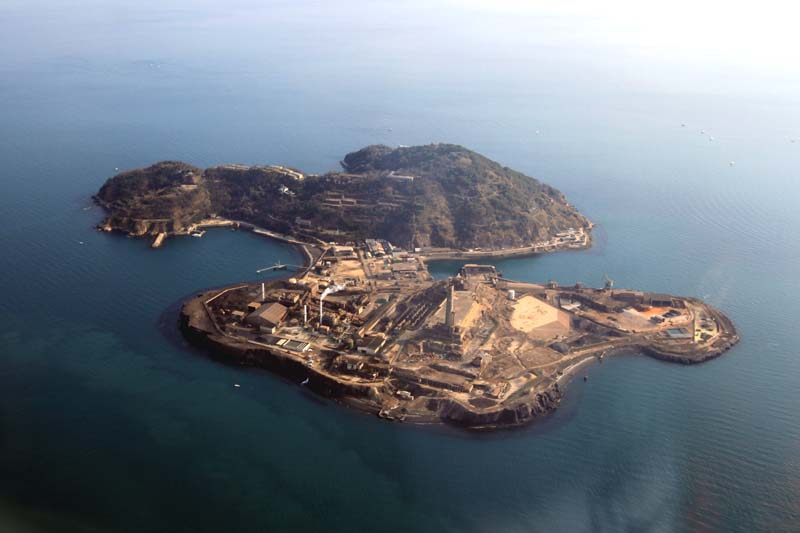
家ノ島（手前）と美濃島（奥）、上空より撮影。埋立によって陸続きとなっている

家ノ島、美濃島、明神島、鼠島、梶島の5つの島で構成されるが、一般に「四阪島」と呼称される。愛媛県今治市（旧宮窪町）に属するが、産業的にも社会的にも同県新居浜市と深いつながりがある。
現在、家ノ島には住友金属鉱山の子会社四阪製錬所の工場があり、全島が住友金属鉱山の所有（管理下）となっている。ただし島には住民はおらず、工場の従業員は定期船で新居浜から通っている。

## 沿革・歴史
1691年（元禄4年）に別子銅山が開坑して以来、住友は銅の製錬事業所を、別子銅山麓の山根地区、新居浜港地区（現在の新居浜市惣開町）と移してきた。しかし、いずれも亜硫酸ガスによる煙害の問題により木が大量に枯死するなどした。当時の別子銅山の支配人をしていた伊庭貞剛の決断で新居浜市北方沖合20kmの無人島である四阪島に製錬所を移すことになった。1895年（明治28年）に住友は四阪島を買収。1905年（明治38年）より精錬所の操業を開始した。
同時期、足尾銅山などでもこの問題は深刻化しており、足尾銅山の公害問題を追及していた田中正造は、別子銅山の精錬所が無人島に移転したことを称賛し、1901年（明治34年）3月23日第15回帝国議会において「伊予の国の別子銅山は、第一鉱業主は住友である、それ故社会の事理（ことわり）人情を知って居る者で、己が金を儲けさえすれば宜いものだと云うような、そう云う間違いの考えを持たない」と演説した。
製錬所造成時には、家ノ島と美濃島は埋め立てられ陸続きとなり、家ノ島に精錬所、美濃島には社宅等が設置された。なおこの際、埋め立てには鉱滓が使用されたという。学校は私立の住友四阪島尋常小学校が1901年（明治34年）に設置され、1920年（大正9年）には生徒数1,000人を数えた（なお、同校は1961年（昭和36年）に公立に移管、同時に中学校が分離したが、いずれも1977年（昭和52年）に廃校となっている）。1922年（大正11年）には海底ケーブルにより新居浜市から電気が供給された。
しかしながら、精錬所が四阪島に移転したことにより、煙害はかえって広範囲に広がる結果となり、越智郡のみならず周桑郡、新居郡、宇摩郡と、東予地方ほぼ全域が被害を被った。1909年（明治42年）、国の鉱毒調査委員会は短い多数の煙突で亜硫酸ガスを大気と希釈させる方法を提案。1915年（大正4年）までに6本の煙突が完成して稼働するも、四阪島一帯がより高濃度の亜硫酸ガスに覆われて失敗に終わる。
このため、精錬所の精錬鉱量の制限や保証金支払いが行われた。この被害は、1930年（昭和5年）のペテルゼン式脱硫装置の設置、そして1939年（昭和14年）の硫煙処理装置の設置まで続いた。なお、この時の補償金をもって越智郡は越智中学校を設置。同校は今日の愛媛県立今治南高等学校の前身である。
最盛期は大正末期で、この時期は人口5,500人を超えており、1960年代前半においても約4,000人の人口を抱えていた。しかし、1973年（昭和48年）の別子銅山の閉山に加えて、新居浜東予精錬所の操業開始により、精錬所としての重要性は低下し、順次合理化が図られた。1976年（昭和51年）12月に溶鉱炉の火は消え、1977年（昭和52年）4月には一部の工場関係者を除く島民は島を離れ、小中学校も廃校となった。同じように瀬戸内の離島で大正以降三菱の銅精錬の島であった香川県直島と同じような繁栄と煙害の道を歩んだが、もとから集落の栄えていた直島と異なり、元々無人島だった四阪島は1988年（昭和63年）以降、無人島へと戻った。71年間に精錬した銅は約220万トンにのぼる。
銅の精錬所に加えて、1977年（昭和52年）には住友金属鉱山酸化亜鉛の製造工場が完成しており、製鉄の過程で排出される製鋼煙灰から亜鉛を回収するリサイクル事業を行っている。50人程度の従業員が島内で従事しており、この従業員は新居浜港から船で通勤している。
なお、四阪島の工場は住友金属鉱山四阪工場として運営されていたが、2010年10月に住友金属鉱山から株式会社四阪製錬所として分社化され、同社の工場として操業が続いている。

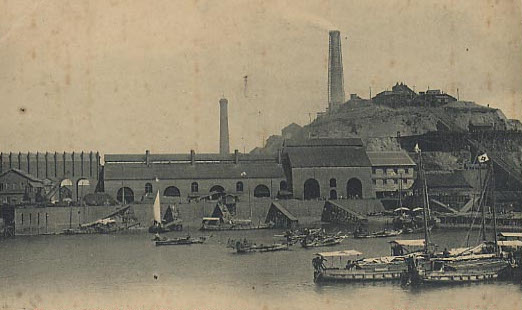
住友別子鉱業所四阪島製錬所（当時）
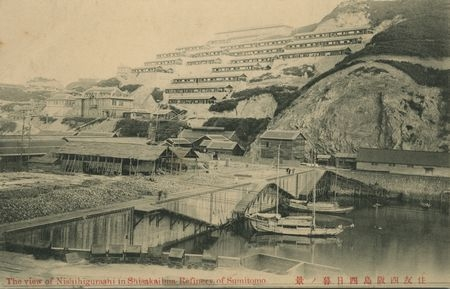
四阪島の社宅群（当時）
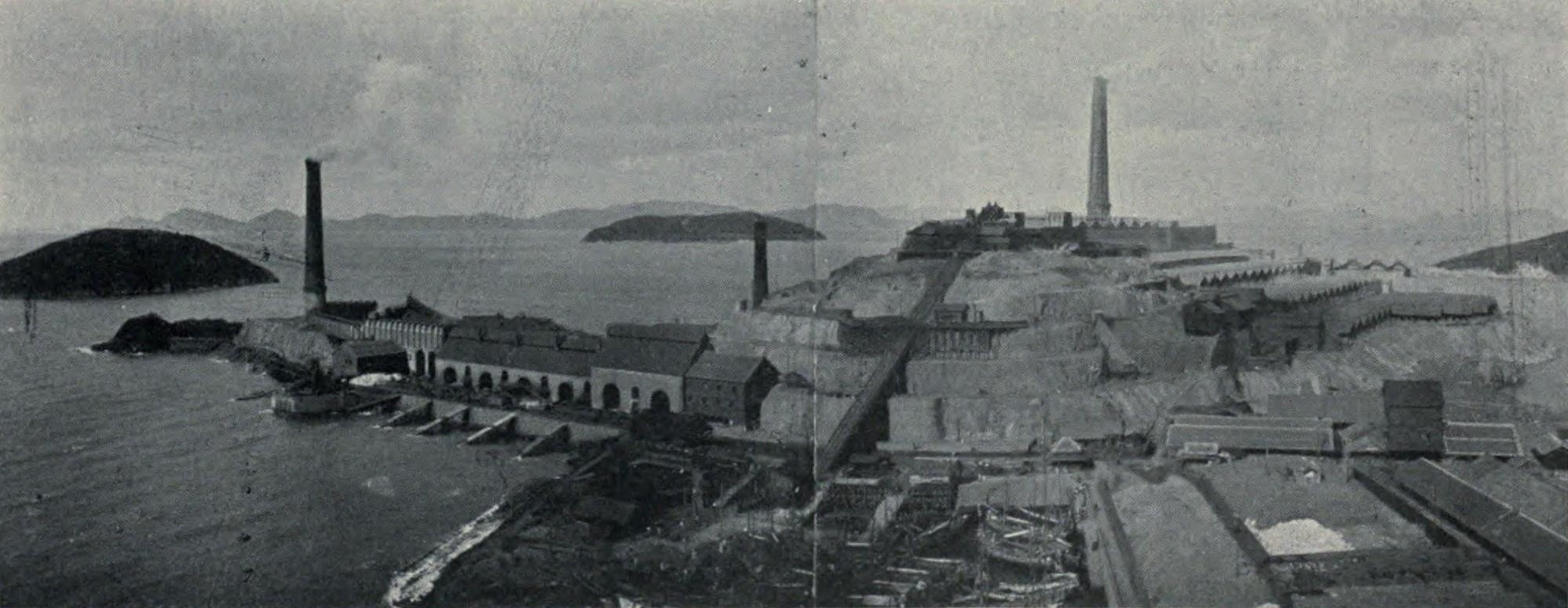
住友別子鉱業所四阪島製錬所全景（1910年頃の撮影）。

## 交通
新居浜港から住友金属鉱山の専用船（高速船、普通船）が出ている（住鉱物流が運航、乗船は関係者に限る）。給水船への便乗となる場合もある。

## 構成する島々

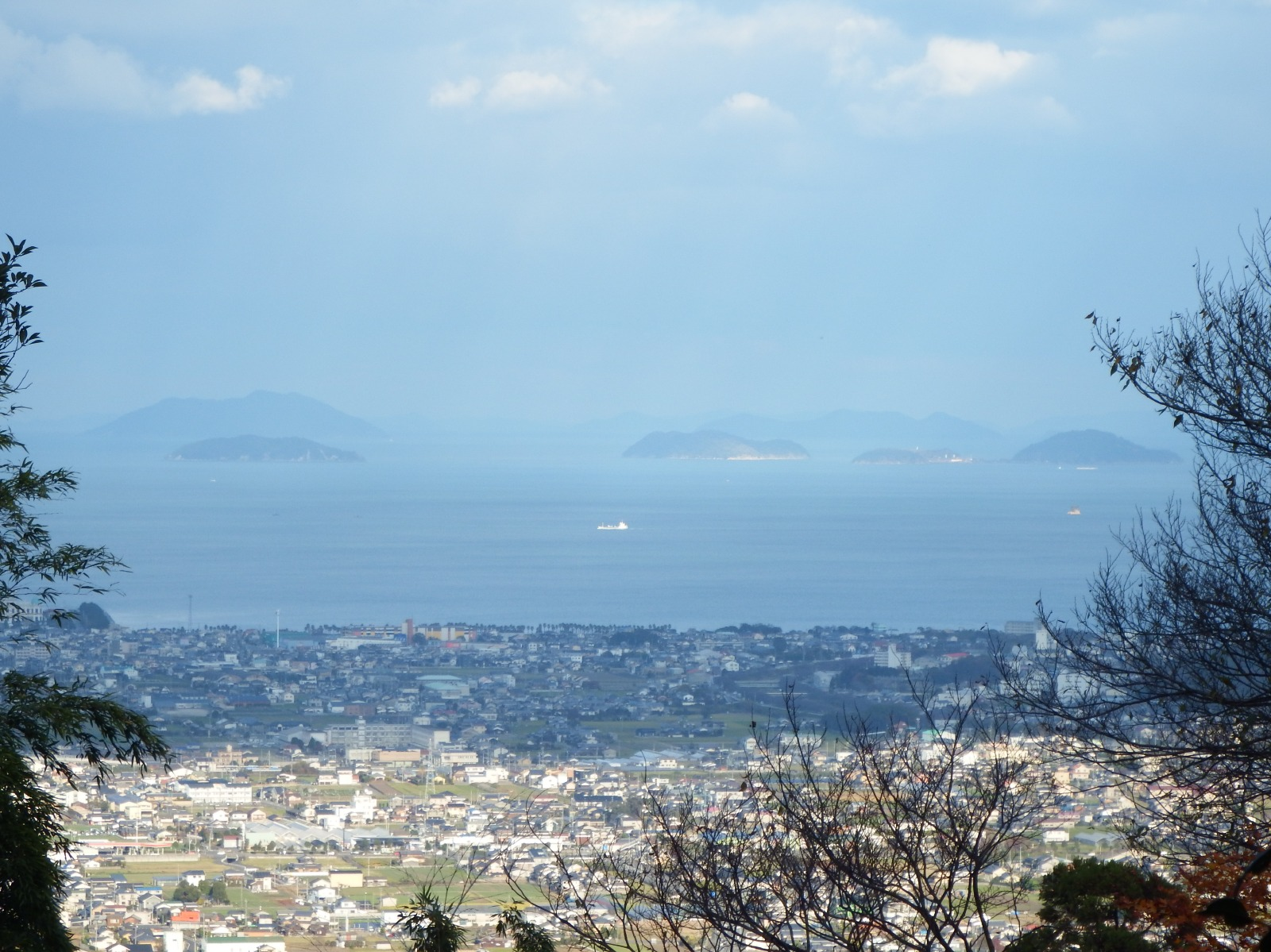
四阪島の方面を仙遊寺より撮影。写真中央左側から右側にかけて、梶島、明神島、鼠島、家ノ島、美濃島が順に写る。なお家ノ島の北側の一部は鼠島の背後となり隠れている。また四阪島の奥に魚島群島が写る。

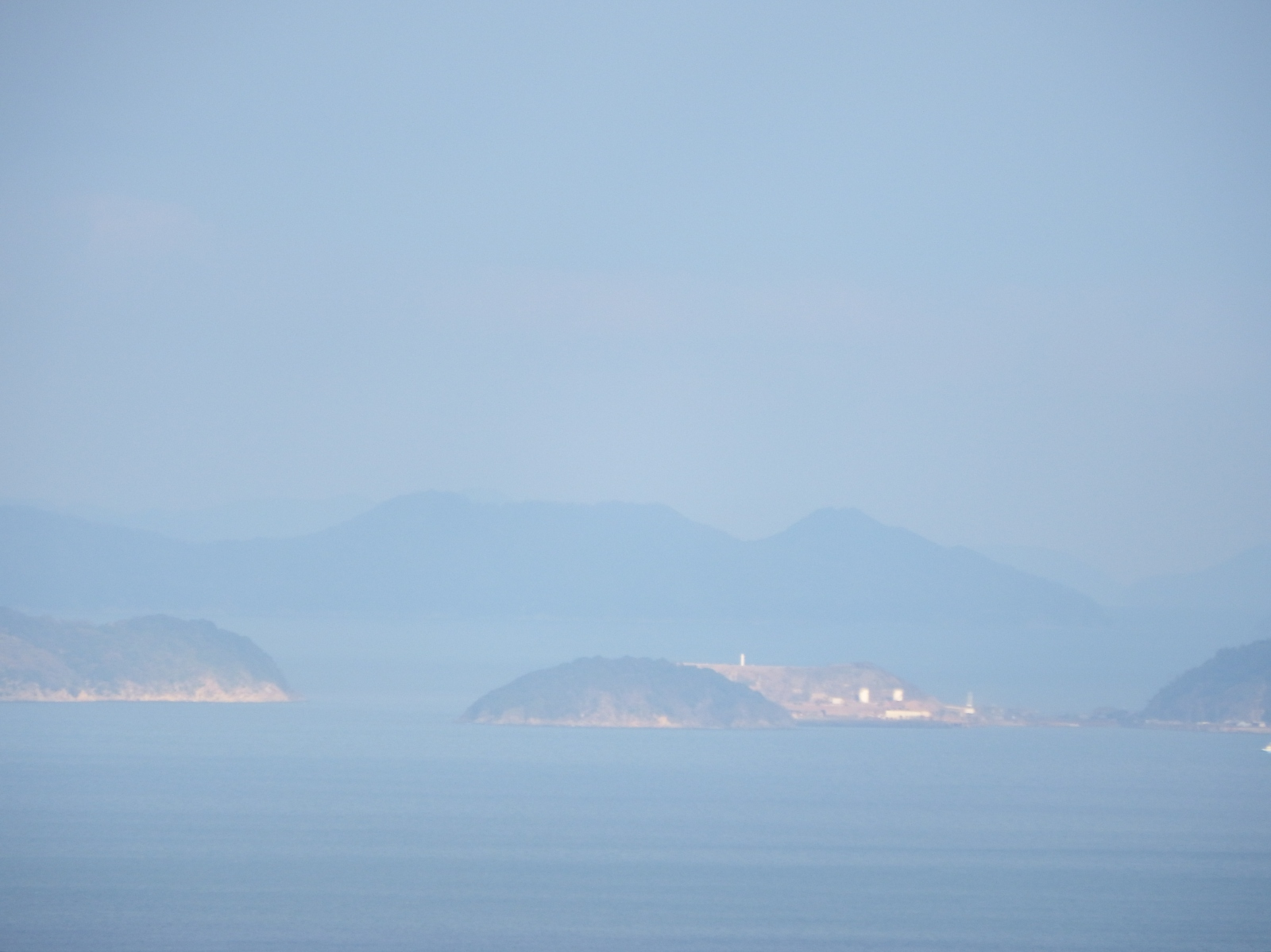
四阪島を遠望。左に明神島南部、中央部に鼠島と家ノ島、右に美濃島北部が写る。家ノ島の北側の一部は鼠島の背後となり隠れている。また、背後に魚島が写る。

### 家ノ島
別子銅山の銅製錬所が建設された。現在は、株式会社四阪製錬所の亜鉛リサイクル工場が稼働している。島全体が工場の敷地となっており、隣接する美濃島とは陸続きとなっている。

### 美濃島
四阪島が有人島の時代には、家ノ島の製錬所の従業員の生活拠点が建設された。最盛期1000戸を数えた階段状の社宅の他、保育所や小中学校、診療所、火葬場まで整備されていた。1906年（明治39年）に建築された四阪別邸（日暮別邸）が残っていたが、2018年（平成30年）に四国本土（新居浜市王子町）に移築され、日暮別邸記念館として活用されている。

### 明神島
家ノ島の北に所在する無人島で、面積0.41km2、標高95m。美濃島の社宅完成迄の仮設社宅が建設されており、1907年（明治40年）から1909年（明治42年）まで利用された。その後は、入植者により耕作地が開墾され、美濃島へ野菜を供給していたが、1970年（昭和45年）に無人島化した。有人島時代には、海水浴場や公園も開設されていた。

### 鼠島
家ノ島の西に所在する無人島で、面積0.04km2、標高54m。四阪島の火葬場と納骨堂が設置されており、後に美濃島で同様の施設が整備されるまで利用された。

### 梶島
明神島の西に所在する無人島で、面積0.19km2、標高78m。四阪島の他の島々とは少し離れた位置に所在しており、場合によっては四阪島に含まれない。第二次世界大戦前は採石場があったが、1945年（昭和20年）に住友が買収し、耕作地が開墾された。明神島と同じく美濃島へ野菜を供給していたが、1957年（昭和32年）には無人島化している。その後に再入植者が居たものの、1974年（昭和49年）には、再度無人島化している。

## その他
島内には精錬所のキューポラなど多数の産業遺産があり、島のシンボルでもあった高さ64mの大煙突は、老朽化のため2013年に解体された。2014年9月、新居浜市にある山根大山積神社境内に、煙突のコンクリート製模型（縮尺1/25）と、住友家第16代当主住友友成が1940年に島を題材に詠んだ短歌碑が建立された。
また、保育所、小中学校、病院、郵便局のほか、劇場等の娯楽の場、商店街、神社・寺院さらには火葬場まであったとされるが、全島企業所有地であり、また四国本土からやや距離があることから、観光交流目的での活用は行われていない。昭和50年代まであった島の小中学校の卒業生の集まり等は行われている。
新居浜市とのつながりは郵便番号や電話の単位料金区域（MA）にも現れていて、同じ市外局番0897でも他の今治市の島嶼エリアが伯方MAであるのに対し、四阪島は新居浜MA（新居浜市・旧西条市と同じ）となっている。
公職選挙法施行規則（昭和25年総理府令第13号）第16条に規定された「期日前投票又は不在者投票を行うことができる地域」の一つである（愛媛県内ではほかに由利島が指定されている）。